# Campionati del mondo di atletica leggera 2022 - Eptathlon
La gara di eptathlon femminile ai campionati del mondo di atletica leggera 2022 si è svolta tra il 17 e il 18 luglio all'Hayward Field di Eugene, negli Stati Uniti d'America.

## Podio
| Pos.    | Atleta           | Nazionalità | Punti |
| ------- | ---------------- | ----------- | ----- |
| Oro     | Nafissatou Thiam | Belgio      | 6947  |
| Argento | Anouk Vetter     | Paesi Bassi | 6867  |
| Bronzo  | Anna Hall        | Stati Uniti | 6755  |

## Situazione pre-gara

### Record
Prima di questa competizione, il record del mondo (RM) e il record dei campionati (RC) erano i seguenti.
| Record                | Prestazione | Atleta                           | Data                                  | Competizione                |
| --------------------- | ----------- | -------------------------------- | ------------------------------------- | --------------------------- |
| Record mondiale       | 7291 p.     | Jackie Joyner-Kersee Stati Uniti | 24 settembre 1988 Seul, Corea del Sud | Giochi della XXIV Olimpiade |
| Record dei campionati | 7128 p.     | Jackie Joyner-Kersee Stati Uniti | 1 settembre 1987 Roma, Italia         | Campionati del mondo 1987   |

### Campionesse in carica
Le campionesse in carica, a livello mondiale e olimpico, erano:
| Campione | Atleta                                  | Prestazione | Data                            | Competizione   |
| -------- | --------------------------------------- | ----------- | ------------------------------- | -------------- |
| Olimpico | Nafissatou Thiam Belgio                 | 6791 p.     | 4-5 agosto 2021 Tokyo, Giappone | Olimpiadi 2021 |
| Mondiale | Katarina Johnson-Thompson Gran Bretagna | 6981 p.     | 2-3 ottobre 2019 Doha, Qatar    | Mondiali 2019  |

### La stagione
Prima di questa gara, le atlete con le migliori tre prestazioni dell'anno erano:
| Pos. | Atleta                   | Prestazione | Data                                              |
| ---- | ------------------------ | ----------- | ------------------------------------------------- |
| 1    | Anouk Vetter Paesi Bassi | 6693 p.     | 29 maggio 2022 Götzis, Austria                    |
| 2    | Anna Hall Stati Uniti    | 6458 p.     | 7 maggio 2022 Fayetteville, Stati Uniti d'America |
| 3    | Adrianna Sułek Polonia   | 6429 p.     | 29 maggio 2022 Götzis, Austria                    |

## Risultati

### 100 metri ostacoli
La gara dei 100 metri ostacoli si è svolta il 17 luglio: la prima serie è partita alle 10:35.
| Pos | Serie | Atleta                    | Paese         | Tempo | Punti | Note                                     |
| --- | ----- | ------------------------- | ------------- | ----- | ----- | ---------------------------------------- |
| 1   | 2     | Michelle Atherley         | Stati Uniti   | 13"12 | 1106  |                                          |
| 2   | 2     | Annik Kälin               | Svizzera      | 13"17 | 1099  | Miglior prestazione personale            |
| 3   | 2     | Anna Hall                 | Stati Uniti   | 13"20 | 1094  | (.199)                                   |
| 4   | 2     | Noor Vidts                | Belgio        | 13"20 | 1094  | (.200)                                   |
| 5   | 1     | Nafissatou Thiam          | Belgio        | 13"21 | 1093  | Miglior prestazione personale            |
| 6   | 2     | Adrianna Sułek            | Polonia       | 13"28 | 1083  |                                          |
| 7   | 2     | Anouk Vetter              | Paesi Bassi   | 13"30 | 1080  |                                          |
| 8   | 1     | Emma Oosterwegel          | Paesi Bassi   | 13"44 | 1059  | Miglior prestazione personale stagionale |
| 9   | 2     | Xénia Krizsán             | Ungheria      | 13"46 | 1056  |                                          |
| 10  | 1     | Ashtin Zamzow-Mahler      | Stati Uniti   | 13"47 | 1055  | Miglior prestazione personale stagionale |
| 11  | 1     | Sophie Weißenberg         | Germania      | 13"51 | 1049  | Miglior prestazione personale            |
| 12  | 2     | Kendell Williams          | Stati Uniti   | 13"54 | 1044  |                                          |
| 13  | 1     | Katarina Johnson-Thompson | Gran Bretagna | 13"55 | 1043  | Miglior prestazione personale stagionale |
| 14  | 1     | Claudia Conte             | Spagna        | 13"65 | 1028  | Miglior prestazione personale            |
| 15  | 1     | Paulina Ligarska          | Polonia       | 14"19 | 952   |                                          |
| -   | 1     | Odile Ahouanwanou         | Benin         | dns   | dns   |                                          |

### Salto in alto
La gara del salto in alto si è svolta il 17 luglio, per entrambi i gruppi a partire dalle 11:35.
| Pos | Gr. | Atleta                    | Paese         | Salti | Salti | Salti | Salti | Salti | Salti | Salti | Salti | Salti | Salti | Salti | Salti | Salti | Salti | Ris.   | Punti | Note                                     | Pt. tot. | Pos |
| Pos | Gr. | Atleta                    | Paese         | 1,59  | 1,62  | 1,65  | 1,68  | 1,71  | 1,74  | 1,77  | 1,80  | 1,83  | 1,86  | 1,89  | 1,92  | 1,95  | 1,98  | Ris.   | Punti | Note                                     | Pt. tot. | Pos |
| --- | --- | ------------------------- | ------------- | ----- | ----- | ----- | ----- | ----- | ----- | ----- | ----- | ----- | ----- | ----- | ----- | ----- | ----- | ------ | ----- | ---------------------------------------- | -------- | --- |
| 1   | A   | Nafissatou Thiam          | Belgio        |       |       |       | -     | -     | -     | -     | o     | o     | o     | o     | xxo   | o     | xxx   | 1,95 m | 1171  | =                                        | 2264     | 1   |
| 2   | A   | Adrianna Sułek            | Polonia       |       |       |       | -     | o     | o     | o     | o     | o     | xo    | xxo   | xxx   |       |       | 1,89 m | 1093  |                                          | 2176     | 2   |
| 3   | A   | Anna Hall                 | Stati Uniti   |       |       |       | o     | o     | o     | o     | o     | xo    | o     | xxx   |       |       |       | 1,86 m | 1054  | Miglior prestazione personale stagionale | 2148     | 3   |
| 4   | A   | Claudia Conte             | Spagna        |       |       |       | -     | o     | o     | o     | o     | o     | xo    | xxx   |       |       |       | 1,86 m | 1054  | Miglior prestazione personale stagionale | 2082     | 5   |
| 5   | A   | Katarina Johnson-Thompson | Gran Bretagna |       |       |       | -     | -     | o     | o     | o     | o     | xxx   |       |       |       |       | 1,83 m | 1016  | Miglior prestazione personale stagionale | 2059     | 6   |
| 6   | A   | Noor Vidts                | Belgio        |       |       |       | o     | xo    | xo    | xo    | o     | xo    | xxx   |       |       |       |       | 1,83 m | 1016  |                                          | 2110     | 4   |
| 7   | B   | Anouk Vetter              | Paesi Bassi   | -     | -     | o     | o     | o     | o     | xxo   | xo    | xxx   |       |       |       |       |       | 1,80 m | 978   | Miglior prestazione personale stagionale | 2058     | 7   |
| 8   | A   | Ashtin Zamzow-Mahler      | Stati Uniti   |       |       |       | o     | o     | o     | xo    | xxx   |       |       |       |       |       |       | 1,77 m | 941   |                                          | 1996     | 10  |
| 9   | A   | Paulina Ligarska          | Polonia       |       |       |       | o     | xo    | o     | xo    | xxx   |       |       |       |       |       |       | 1,77 m | 941   |                                          | 1893     | 15  |
| 10  | B   | Emma Oosterwegel          | Paesi Bassi   | -     | -     | xxo   | o     | o     | o     | xo    | xxx   |       |       |       |       |       |       | 1,77 m | 941   | Miglior prestazione personale stagionale | 2000     | 9   |
| 11  | B   | Sophie Weißenberg         | Germania      | -     | -     | -     | -     | o     | o     | xxx   |       |       |       |       |       |       |       | 1,74 m | 903   |                                          | 1952     | 13  |
| 12  | B   | Annik Kälin               | Svizzera      | -     | -     | o     | o     | xo    | o     | xxx   |       |       |       |       |       |       |       | 1,74 m | 903   |                                          | 2002     | 8   |
| 13  | B   | Xénia Krizsán             | Ungheria      | -     | o     | o     | o     | o     | xo    | xxx   |       |       |       |       |       |       |       | 1,74 m | 903   |                                          | 1959     | 12  |
| 14  | B   | Michelle Atherley         | Stati Uniti   | -     | o     | o     | o     | xo    | xxx   |       |       |       |       |       |       |       |       | 1,71 m | 867   |                                          | 1973     | 11  |
| 15  | B   | Kendell Williams          | Stati Uniti   | -     | xo    | o     | xxo   | xxo   | xxx   |       |       |       |       |       |       |       |       | 1,71 m | 867   |                                          | 1911     | 14  |
| -   | B   | Odile Ahouanwanou         | Benin         |       |       |       |       |       |       |       |       |       |       |       |       |       |       | dns    | dns   |                                          | dnf      | -   |

### Getto del peso
La gara del getto del peso si è svolta il 17 luglio, per entrambi i gruppi a partire dalle 13:25.
| Pos | Gruppo | Atleta                    | Paese         | Lanci    | Lanci    | Lanci    | Risultato | Punti | Note                                     | Punti totali | Pos |
| Pos | Gruppo | Atleta                    | Paese         | Lancio 1 | Lancio 2 | Lancio 3 | Risultato | Punti | Note                                     | Punti totali | Pos |
| --- | ------ | ------------------------- | ------------- | -------- | -------- | -------- | --------- | ----- | ---------------------------------------- | ------------ | --- |
| 1   | B      | Anouk Vetter              | Paesi Bassi   | 14,73 m  | 16,25 m  | 15,42 m  | 16,25 m   | 945   | Miglior prestazione personale            | 3003         | 2   |
| 2   | B      | Nafissatou Thiam          | Belgio        | 14,33 m  | 14,92 m  | 15,03 m  | 15,03 m   | 863   | Miglior prestazione personale stagionale | 3127         | 1   |
| 3   | B      | Noor Vidts                | Belgio        | 13,96 m  | 14,05 m  | 14,43 m  | 14,43 m   | 823   | Miglior prestazione personale            | 2933         | 4   |
| 4   | B      | Emma Oosterwegel          | Paesi Bassi   | 13,66 m  | 13,45 m  | 14,40 m  | 14,40 m   | 821   |                                          | 2821         | 6   |
| 5   | A      | Adrianna Sułek            | Polonia       | 14,06 m  | 14,11 m  | 14,13 m  | 14,13 m   | 803   | Miglior prestazione personale            | 2979         | 3   |
| 6   | B      | Paulina Ligarska          | Polonia       | 13,96 m  | 12,68 m  | 14,08 m  | 14,08 m   | 799   |                                          | 2692         | 13  |
| 7   | B      | Xénia Krizsán             | Ungheria      | 13,79 m  | 14,08 m  | 13,95 m  | 14,08 m   | 799   | Miglior prestazione personale stagionale | 2758         | 10  |
| 8   | B      | Annik Kälin               | Svizzera      | 13,71 m  | 13,43 m  | 12,61 m  | 13,71 m   | 775   |                                          | 2777         | 8   |
| 9   | A      | Anna Hall                 | Stati Uniti   | 13,67 m  | 13,40 m  | 13,56 m  | 13,67 m   | 772   | Miglior prestazione personale            | 2920         | 5   |
| 10  | A      | Sophie Weißenberg         | Germania      | 13,57 m  | x        | x        | 13,57 m   | 765   |                                          | 2717         | 12  |
| 11  | A      | Ashtin Zamzow-Mahler      | Stati Uniti   | x        | 12,52 m  | 12,99 m  | 12,99 m   | 727   |                                          | 2723         | 11  |
| 12  | A      | Katarina Johnson-Thompson | Gran Bretagna | 12,65 m  | 12,74 m  | 12,92 m  | 12,92 m   | 722   |                                          | 2781         | 7   |
| 13  | A      | Kendell Williams          | Stati Uniti   | x        | 12,50 m  | 12,71 m  | 12,71 m   | 708   |                                          | 2619         | 15  |
| 14  | A      | Michelle Atherley         | Stati Uniti   | 11,57 m  | 11,64 m  | 12,56 m  | 12,56 m   | 698   |                                          | 2671         | 14  |
| 15  | A      | Claudia Conte             | Spagna        | 11,78 m  | 12,07 m  | 12,46 m  | 12,46 m   | 692   |                                          | 2774         | 9   |
| -   | B      | Odile Ahouanwanou         | Benin         |          |          |          | dns       | dns   |                                          | dnf          | -   |

### 200 metri piani
La gara dei 200 metri piani si è svolta il 17 luglio: la prima serie è partita alle 18:38.
| Pos | Gruppo | Atleta                    | Paese         | Risultato | Punti | Note                                     | Punti totali | Pos |
| --- | ------ | ------------------------- | ------------- | --------- | ----- | ---------------------------------------- | ------------ | --- |
| 1   | 2      | Anna Hall                 | Stati Uniti   | 23"08     | 1071  | Miglior prestazione personale            | 3991         | 3   |
| 2   | 2      | Katarina Johnson-Thompson | Gran Bretagna | 23"62     | 1017  |                                          | 3798         | 6   |
| 3   | 2      | Anouk Vetter              | Paesi Bassi   | 23"73     | 1007  | Miglior prestazione personale stagionale | 4010         | 2   |
| 4   | 2      | Adrianna Sułek            | Polonia       | 23"77     | 1003  | Miglior prestazione personale            | 3982         | 4   |
| 5   | 2      | Noor Vidts                | Belgio        | 23"92     | 988   | Miglior prestazione personale stagionale | 3921         | 5   |
| 6   | 2      | Michelle Atherley         | Stati Uniti   | 23"97     | 984   |                                          | 3655         | 12  |
| 7   | 1      | Annik Kälin               | Svizzera      | 24"05     | 976   |                                          | 3753         | 8   |
| 8   | 2      | Sophie Weißenberg         | Germania      | 24"06     | 975   |                                          | 3692         | 9   |
| 9   | 1      | Nafissatou Thiam          | Belgio        | 24"39     | 944   |                                          | 4071         | 1   |
| 10  | 1      | Emma Oosterwegel          | Paesi Bassi   | 24"43     | 940   | Miglior prestazione personale stagionale | 3761         | 7   |
| 11  | 1      | Paulina Ligarska          | Polonia       | 24"65     | 919   | Miglior prestazione personale            | 3611         | 13  |
| 12  | 1      | Claudia Conte             | Spagna        | 24"77     | 908   | Miglior prestazione personale            | 3682         | 10  |
| 13  | 1      | Xénia Krizsán             | Ungheria      | 24"82     | 903   |                                          | 3661         | 11  |
| 14  | 1      | Ashtin Zamzow-Mahler      | Stati Uniti   | 25"15     | 873   |                                          | 3596         | 14  |
| 15  | 2      | Kendell Williams          | Stati Uniti   | 25"27     | 862   |                                          | 3481         | 15  |
| -   | -      | Odile Ahouanwanou         | Benin         | dns       | dns   |                                          | dnf          | -   |

### Salto in lungo
La gara del salto in lungo si è svolta il 18 luglio, per entrambi i gruppi a partire dalle 9:35.
| Pos | Gruppo | Atleta                    | Paese         | Salti   | Salti   | Salti   | Risultato | Punti | Note                          | Punti totali | Pos |
| Pos | Gruppo | Atleta                    | Paese         | Salto 1 | Salto 2 | Salto 3 | Risultato | Punti | Note                          | Punti totali | Pos |
| --- | ------ | ------------------------- | ------------- | ------- | ------- | ------- | --------- | ----- | ----------------------------- | ------------ | --- |
| 1   | A      | Nafissatou Thiam          | Belgio        | 6,49 m  | x       | 6,59 m  | 6,59 m    | 1036  |                               | 5107         | 1   |
| 2   | A      | Annik Kälin               | Svizzera      | 6,56 m  | x       | x       | 6,56 m    | 1027  |                               | 4780         | 6   |
| 3   | A      | Anouk Vetter              | Paesi Bassi   | x       | 6,17 m  | 6,52 m  | 6,52 m    | 1014  | Miglior prestazione personale | 5024         | 2   |
| 4   | A      | Adrianna Sułek            | Polonia       | 6,07 m  | x       | 6,43 m  | 6,43 m    | 985   | =                             | 4967         | 3   |
| 5   | A      | Anna Hall                 | Stati Uniti   | 6,02 m  | 6,31 m  | 6,39 m  | 6,39 m    | 972   |                               | 4963         | 4   |
| 6   | A      | Noor Vidts                | Belgio        | 6,07 m  | 6,33 m  | x       | 6,33 m    | 953   |                               | 4874         | 5   |
| 7   | B      | Katarina Johnson-Thompson | Gran Bretagna | 6,28 m  | x       | x       | 6,28 m    | 937   |                               | 4735         | 7   |
| 8   | B      | Claudia Conte             | Spagna        | 6,00 m  | x       | 5,91 m  | 6,00 m    | 850   |                               | 4532         | 9   |
| 9   | B      | Michelle Atherley         | Stati Uniti   | 5,68 m  | 6,00 m  | 5,82 m  | 6,00 m    | 850   |                               | 4505         | 10  |
| 10  | B      | Emma Oosterwegel          | Paesi Bassi   | 5,95 m  | x       | 5,87 m  | 5,95 m    | 834   |                               | 4595         | 8   |
| 11  | B      | Paulina Ligarska          | Polonia       | 5,88 m  | x       | x       | 5,88 m    | 813   |                               | 4424         | 11  |
| 12  | B      | Ashtin Zamzow-Mahler      | Stati Uniti   | x       | 5,69 m  | x       | 5,69 m    | 756   |                               | 4352         | 12  |
| 13  | A      | Kendell Williams          | Stati Uniti   | x       | 5,59 m  | x       | 5,59 m    | 726   |                               | 4207         | 13  |
| -   | A      | Sophie Weißenberg         | Germania      | x       | x       | x       | nm        | 0     |                               | 3692         | 14  |
| -   | B      | Xénia Krizsán             | Ungheria      | x       | x       | x       | nm        | 0     |                               | 3661         | 15  |
| -   | -      | Odile Ahouanwanou         | Benin         |         |         |         | dns       | dns   |                               | dnf          | -   |

### Lancio del giavellotto
La gara del lancio del giavellotto si è svolta il 18 luglio: a partire dalle 10:50 per il gruppo A e a partire dalle 11:50 per il gruppo B.
| Pos | Gruppo | Atleta                    | Paese         | Lanci    | Lanci    | Lanci    | Risultato | Punti | Note                                     | Punti totali | Pos |
| Pos | Gruppo | Atleta                    | Paese         | Lancio 1 | Lancio 2 | Lancio 3 | Risultato | Punti | Note                                     | Punti totali | Pos |
| --- | ------ | ------------------------- | ------------- | -------- | -------- | -------- | --------- | ----- | ---------------------------------------- | ------------ | --- |
| 1   | B      | Anouk Vetter              | Paesi Bassi   | 53,89 m  | 58,29 m  | 50,56 m  | 58,29 m   | 1021  |                                          | 6045         | 1   |
| 2   | B      | Emma Oosterwegel          | Paesi Bassi   | 54,03 m  | 50,94 m  | 51,11 m  | 54,03 m   | 938   | Miglior prestazione personale stagionale | 5533         | 7   |
| 3   | B      | Nafissatou Thiam          | Belgio        | 51,22 m  | 50,76 m  | 53,01 m  | 53,01 m   | 919   | Miglior prestazione personale stagionale | 6026         | 2   |
| 4   | B      | Ashtin Zamzow-Mahler      | Stati Uniti   | x        | 48,41 m  | 47,84 m  | 48,41 m   | 829   |                                          | 5181         | 11  |
| 5   | B      | Annik Kälin               | Svizzera      | 48,25 m  | x        | 47,03 m  | 48,25 m   | 826   |                                          | 5606         | 5   |
| 6   | B      | Paulina Ligarska          | Polonia       | 43,73 m  | 42,32 m  | 45,89 m  | 45,89 m   | 781   |                                          | 5205         | 10  |
| 7   | A      | Anna Hall                 | Stati Uniti   | 42,85 m  | 45,75 m  | x        | 45,75 m   | 778   | Miglior prestazione personale            | 5741         | 3   |
| 8   | B      | Claudia Conte             | Spagna        | 41,60 m  | 44,26 m  | 44,69 m  | 44,69 m   | 757   |                                          | 5289         | 9   |
| 9   | A      | Kendell Williams          | Stati Uniti   | 42,49 m  | x        | 43,80 m  | 43,80 m   | 740   | Miglior prestazione personale stagionale | 4947         | 13  |
| 10  | A      | Adrianna Sułek            | Polonia       | 38,16 m  | 40,55 m  | 41,63 m  | 41,63 m   | 699   | Miglior prestazione personale stagionale | 5666         | 4   |
| 11  | A      | Noor Vidts                | Belgio        | 37,99 m  | 41,62 m  | 39,77 m  | 41,62 m   | 698   | Miglior prestazione personale stagionale | 5572         | 6   |
| 12  | A      | Katarina Johnson-Thompson | Gran Bretagna | 38,93 m  | 39,18 m  | x        | 39,18 m   | 652   |                                          | 5387         | 8   |
| 13  | A      | Michelle Atherley         | Stati Uniti   | 27,53 m  | 26,32 m  | 32,33 m  | 32,33 m   | 521   |                                          | 5026         | 12  |
| -   | A      | Sophie Weißenberg         | Germania      |          |          |          | dns       | dns   |                                          | dnf          | -   |
| -   | B      | Xénia Krizsán             | Ungheria      |          |          |          | dns       | dns   |                                          | dnf          | -   |
| -   | -      | Odile Ahouanwanou         | Benin         |          |          |          | dns       | dns   |                                          | dnf          | -   |

### 800 metri piani
La gara degli 800 metri piani si è svolta il 18 luglio, in serie unica, a partire dalle 19:00.
| Pos | Atleta                    | Paese         | Risultato | Punti | Note                                     | Punti totali | Pos |
| --- | ------------------------- | ------------- | --------- | ----- | ---------------------------------------- | ------------ | --- |
| 1   | Anna Hall                 | Stati Uniti   | 2'06"67   | 1014  |                                          | 6755         | 3   |
| 2   | Adrianna Sułek            | Polonia       | 2'07"18   | 1006  | Miglior prestazione personale            | 6672         | 4   |
| 3   | Noor Vidts                | Belgio        | 2'08"50   | 987   | Miglior prestazione personale            | 6559         | 5   |
| 4   | Michelle Atherley         | Stati Uniti   | 2'12"16   | 933   |                                          | 6959         | 12  |
| 5   | Nafissatou Thiam          | Belgio        | 2'13"00   | 921   | Miglior prestazione personale            | 6947         | 1   |
| 6   | Emma Oosterwegel          | Paesi Bassi   | 2'13"97   | 907   | Miglior prestazione personale stagionale | 6440         | 7   |
| 7   | Claudia Conte             | Spagna        | 2'14"14   | 905   |                                          | 6194         | 9   |
| 8   | Paulina Ligarska          | Polonia       | 2'15"36   | 888   |                                          | 6093         | 10  |
| 9   | Annik Kälin               | Svizzera      | 2'17"49   | 858   | Miglior prestazione personale stagionale | 6464         | 6   |
| 10  | Katarina Johnson-Thompson | Gran Bretagna | 2'19"16   | 835   | Miglior prestazione personale stagionale | 6222         | 8   |
| 11  | Anouk Vetter              | Paesi Bassi   | 2'20"09   | 822   | Miglior prestazione personale stagionale | 6867         | 2   |
| 12  | Ashtin Zamzow-Mahler      | Stati Uniti   | 2'22"28   | 793   |                                          | 5974         | 11  |
| -   | Kendell Williams          | Stati Uniti   | dns       | dns   |                                          | dnf          | -   |
| -   | Sophie Weißenberg         | Germania      | dns       | dns   |                                          | dnf          | -   |
| -   | Xénia Krizsán             | Ungheria      | dns       | dns   |                                          | dnf          | -   |
| -   | Odile Ahouanwanou         | Benin         | dns       | dns   |                                          | dnf          | -   |

## Classifica finale[9]
| Pos.    | Atleta                    | Nazionalità   | Punti | Note                                     |
| ------- | ------------------------- | ------------- | ----- | ---------------------------------------- |
| Oro     | Nafissatou Thiam          | Belgio        | 6947  | Miglior prestazione mondiale stagionale  |
| Argento | Anouk Vetter              | Paesi Bassi   | 6867  | Record nazionale                         |
| Bronzo  | Anna Hall                 | Stati Uniti   | 6755  | Miglior prestazione personale            |
| 4       | Adrianna Sułek            | Polonia       | 6672  | Record nazionale                         |
| 5       | Noor Vidts                | Belgio        | 6559  | Miglior prestazione personale stagionale |
| 6       | Annik Kälin               | Svizzera      | 6464  | Record nazionale                         |
| 7       | Emma Oosterwegel          | Paesi Bassi   | 6440  | Miglior prestazione personale stagionale |
| 8       | Katarina Johnson-Thompson | Gran Bretagna | 6222  | Miglior prestazione personale stagionale |
| 9       | Claudia Conte             | Spagna        | 6194  | Miglior prestazione personale            |
| 10      | Paulina Ligarska          | Polonia       | 6093  |                                          |
| 11      | Ashtin Zamzow-Mahler      | Stati Uniti   | 5974  |                                          |
| 12      | Michelle Atherley         | Stati Uniti   | 5959  |                                          |
| -       | Kendell Williams          | Stati Uniti   | dnf   |                                          |
| -       | Sophie Weißenberg         | Germania      | dnf   |                                          |
| -       | Xénia Krizsán             | Ungheria      | dnf   |                                          |
| -       | Odile Ahouanwanou         | Benin         | dns   |                                          |